# Bartosz Bereszyński
Bartosz Bereszyński (* 12. července 1992) je polský profesionální fotbalista, který hraje na pozici pravého obránce za italský klub UC Sampdoria a polský národní tým.

## Klubová kariéra
Bereszyński se narodil v Poznani a hrál mládežnický fotbal za TPS Winogrady Poznań, Poznaniak Poznań, Warta Poznań a Lech Poznań. Poté na seniorské úrovni prošel polskými kluby Lech Poznań, Warta Poznań a Legia Varšava. Za Lech si zahrál i v kvalifikaci Evropské ligy UEFA. Byl jedním z mála hráčů, kteří dobrovolně přestoupili z Lechu do Legie, což jsou velcí rivalové, dostal dokonce přezdívku "Jidáš" a dočkal se drsné reakce od fanoušků Lechu.
Bereszyński byl vyloučen v posledním kole skupinové fáze Evropské ligy UEFA 2013/14 a byl suspendován na další tři evropské zápasy. Neobjevil se tak ve druhém kole ani v prvním utkání 3. kola kvalifikace Ligy mistrů UEFA 2014/15. Protože ho však jeho klub nezaregistroval pro zápasy druhého kola, nedokončil suspendaci (3 zápasy) a poté nastoupil jako náhradník v 86. minutě v odvetném utkání proti Celticu FC ve třetím kole. Legia vyhrála zápas 2:0 a celkově 6:1. Po zvážení této chyby však UEFA stanovila výsledek na kontumační vítězství Celticu 3:0. Skotský tým tak zvítězil kvůli pravidlu venkovních gólů.
V lednu 2017 se Bereszyński přestěhoval do Itálie a podepsal čtyřletou smlouvu se Sampdorií.
Dne 7. ledna 2023 klub SSC Neapol oznámil podpis Bereszyńského na hostování s opcí na koupi.
Po sestupu Sampdorie do Serie B na konci sezóny 2022/23 se Bereszyński objevil ve dvou zápasech za klub, než se 22. srpna 2023 vrátil do nejvyšší soutěže, když přestoupil do Empoli na roční hostování s opcí na trvalý přestup.

## Reprezentační kariéra
Poté, co dříve reprezentoval Polsko na mládežnické úrovni, v týmech do 19, 20 a 21 let, debutoval 4. června 2013 za seniorský národní tým proti Lichtenštejnsku.
V červnu 2018 byl jmenován do polského týmu pro Mistrovství světa ve fotbale 2018 v Rusku.

## Osobní život
Dne 14. března 2020 byl Bereszyński pozitivně testován na Covid-19 během šíření pandemie v Itálii. Jeho otec Przemysław Bereszyński byl také profesionálním fotbalistou a v současné době je profesionálním trenérem.

## Statistiky

### Klubové
Platí k zápasu hranému 4. října 2024.
| Klub                     | Sezóna            | Liga              | Liga   | Liga | Národní pohár | Národní pohár | Kontinentální | Kontinentální | Ostatní | Ostatní | Celkově | Celkově |
| Klub                     | Sezóna            | Soutěž            | Zápasy | Góly | Zápasy        | Góly          | Zápasy        | Góly          | Zápasy  | Góly    | Zápasy  | Góly    |
| ------------------------ | ----------------- | ----------------- | ------ | ---- | ------------- | ------------- | ------------- | ------------- | ------- | ------- | ------- | ------- |
| Lech Poznań              | 2009/10           | Ekstraklasa       | 2      | 0    | 0             | 0             | 0             | 0             | —       | —       | 2       | 0       |
| Lech Poznań              | 2010/11           | Ekstraklasa       | 0      | 0    | 0             | 0             | 0             | 0             | 0       | 0       | 0       | 0       |
| Lech Poznań              | 2012/13           | Ekstraklasa       | 11     | 1    | 1             | 0             | 3             | 0             | —       | —       | 15      | 1       |
| Lech Poznań              | Celkově           | Celkově           | 13     | 1    | 1             | 0             | 3             | 0             | 0       | 0       | 17      | 1       |
| Warta Poznań (hostování) | 2011/12           | I liga            | 27     | 1    | 0             | 0             | —             | —             | —       | —       | 27      | 1       |
| Legia Varšava            | 2012/13           | Ekstraklasa       | 12     | 0    | 0             | 0             | —             | —             | —       | —       | 12      | 0       |
| Legia Varšava            | 2013/14           | Ekstraklasa       | 18     | 1    | 1             | 0             | 8             | 0             | —       | —       | 27      | 1       |
| Legia Varšava            | 2014/15           | Ekstraklasa       | 16     | 0    | 2             | 0             | 1             | 0             | 1       | 0       | 20      | 0       |
| Legia Varšava            | 2015/16           | Ekstraklasa       | 16     | 0    | 4             | 0             | 8             | 0             | 0       | 0       | 28      | 0       |
| Legia Varšava            | 2016/17           | Ekstraklasa       | 11     | 0    | 0             | 0             | 9             | 0             | 1       | 0       | 21      | 0       |
| Legia Varšava            | Celkově           | Celkově           | 73     | 1    | 7             | 0             | 26            | 0             | 2       | 0       | 108     | 2       |
| Sampdoria                | 2016/17           | Serie A           | 13     | 0    | 1             | 0             | —             | —             | —       | —       | 14      | 0       |
| Sampdoria                | 2017/18           | Serie A           | 31     | 0    | 0             | 0             | —             | —             | —       | —       | 31      | 0       |
| Sampdoria                | 2018/19           | Serie A           | 27     | 0    | 1             | 0             | —             | —             | —       | —       | 28      | 0       |
| Sampdoria                | 2019/20           | Serie A           | 28     | 0    | 1             | 0             | —             | —             | —       | —       | 29      | 0       |
| Sampdoria                | 2020/21           | Serie A           | 31     | 1    | 1             | 0             | —             | —             | —       | —       | 32      | 1       |
| Sampdoria                | 2021/22           | Serie A           | 35     | 0    | 2             | 0             | —             | —             | —       | —       | 37      | 0       |
| Sampdoria                | 2022/23           | Serie A           | 15     | 0    | 1             | 0             | —             | —             | —       | —       | 16      | 0       |
| Sampdoria                | 2023/24           | Serie B           | 1      | 0    | 1             | 0             | —             | —             | —       | —       | 2       | 0       |
| Sampdoria                | 2024/25           | Serie B           | 8      | 0    | 2             | 0             | —             | —             | —       | —       | 10      | 0       |
| Sampdoria                | Celkově           | Celkově           | 189    | 1    | 10            | 0             | —             | —             | —       | —       | 199     | 1       |
| Neapol (hostování)       | 2022/23           | Serie A           | 3      | 0    | 1             | 0             | 0             | 0             | —       | —       | 4       | 0       |
| Empoli (hostování)       | 2023/24           | Serie A           | 24     | 0    | 0             | 0             | —             | —             | —       | —       | 24      | 0       |
| Celkově v kariéře        | Celkově v kariéře | Celkově v kariéře | 329    | 4    | 19            | 0             | 29            | 0             | 2       | 0       | 379     | 4       |

### Reprezentační
Platí k zápasu hranému 16. června 2024.
| Národní tým | Rok     | Zápasy | Góly |
| ----------- | ------- | ------ | ---- |
| Polsko      | 2013    | 1      | 0    |
| Polsko      | 2014    | 1      | 0    |
| Polsko      | 2015    | 0      | 0    |
| Polsko      | 2016    | 1      | 0    |
| Polsko      | 2017    | 3      | 0    |
| Polsko      | 2018    | 10     | 0    |
| Polsko      | 2019    | 6      | 0    |
| Polsko      | 2020    | 6      | 0    |
| Polsko      | 2021    | 11     | 0    |
| Polsko      | 2022    | 11     | 0    |
| Polsko      | 2023    | 4      | 0    |
| Polsko      | 2024    | 2      | 0    |
| Celkově     | Celkově | 56     | 0    |

## Úspěchy
Lech Poznań
- Ekstraklasa: 2009/10

Legia Varšava
- Ekstraklasa: 2012/13, 2013/14, 2015/16
- Polský pohár: 2014/15, 2015/16

Neapol
- Serie A: 2022/23

Individuální
- Objev sezóny Ekstraklasy: 2012/13